# Rutherfordovo sipanje
Rutherfordovo sípanje [ráθerfordovo ~] je prožni trk delcev α ali drugih nabitih delcev z atomskim jedrom težkih elementov. Značilno je, da se sipani delci lahko odbijajo pod velikimi koti (več kot 90°). Pojav je leta 1911 odkril Ernest Rutherford in je vodil k razvoju orbitalne teorije atoma. Danes ta pojav izrablja Rutherfordovo povratno sipanje, analitska metoda v znanosti o materialih. Pojav ponekod imenujejo tudi  Coulombovo sipanje, saj sloni na elektrostatičnih Coulombovih silah.
V času Rutherfordovega odkritja je bil splošno sprejet Thomsonov model atoma, po katerem so si atom predstavljali nekako kot rozinovo potico, v kateri v enakomerno zvezno porazdeljenem pozitivnem naboju tičijo točkasti elektroni kot rozine v potici. Rutherford je izvedel poskus, pri katerem je s snopom delcev α (helijeva jedra) z energijo 5,5 MeV obstreljeval nekaj mikrometrov debele zlate lističe. Če naj bi veljal Thomsonov model atoma, bi se pričakovalo, da listič absorbira večino toka delcev alfa, del pa jih listič uspešno preide in se jih lahko zazna.
Rezultati niso potrdili te napovedi. V resnici je večina snopa prešla listič, del snopa pa se je na lističu preusmeril, od tega se je del odklonil tudi pod zelo velikimi (več kot 90°) koti. Iz tega je Rutherford sklenil, da je večina mase atoma zbrana v zelo majhnem, pozitivno nabitem območju atoma — jedru atoma — tega pa obkroža oblak elektronov. Ko se pozitivno nabit delec alfa dovolj približa pozitivno nabitemu atomskemu jedru, se zaradi elektrostatskega odboja odbije, pri čemer je kot odboja lahko celo 180°. Ker je jedro majhno, delež delcev alfa, odbit pod velikimi koti, ni velik. Z izračunom, prikazanim spodaj, je Rutherford ocenil velikost atomskega jedra na 10−14 m.

## Izračun velikosti atomskega jedra
Pri čelnem trku delca alfa z jedrom zlata se začetna kinetična energija delca postopoma zmanjšuje na račun povečevanja elektrostatske potencialne energije. Hitrost delca alfa se zmanjšuje, in v trenutku, preden se odbije nazaj, ima največjo potencialno energijo, njegova kinetična energija pa je enaka nič. Energiji se lahko zato izenači:
{\displaystyle W_{k}={\frac {1}{4\pi \epsilon _{0}}}{\frac {2Ze_{0}^{2}}{b}}\!\,.}
Pri tem je π Ludolfovo število, ε0 influenčna konstanta, Z vrstno število zlata, e0 osnovni naboj in b razdalja med jedrom zlata in delcem alfa, ki mora biti večja ali enaka vsoti polmerov jedra helija in zlata in potemtakem približna ocena za polmer atomskega jedra.
Z upoštevanjem znanih podatkov se lahko izračuna:
{\displaystyle b\approx 2\cdot 10^{-5}\;{\textrm {nm}}\!\,.}

## Sipalni presek
Diferencialni sipalni presek pri Rutherfordovem sipanju je podan z izrazom:
{\displaystyle {\frac {\mathrm {d} \sigma }{\mathrm {d} \Omega }}={\frac {1}{4\pi \varepsilon _{0}}}\left({\frac {Z_{1}Z_{2}e^{2}}{4W_{0}}}\right)^{2}{\frac {1}{\sin ^{4}\left({\frac {\vartheta }{2}}\right)}}}
Pri tem je {\displaystyle \vartheta } sipalni kot, izraz {\displaystyle \mathrm {d} \sigma /\mathrm {d} \Omega } pa podaja verjetnost za sipanje v prostorski kot {\displaystyle \mathrm {d} \Omega =2\pi \mathrm {d} (\cos \vartheta )}. {\displaystyle Z_{1}} in {\displaystyle Z_{2}} sta vrstni števili tarče in vpadlega jedra, {\displaystyle W_{0}} pa kinetična energija vpadlega delca.

## Delež sipanih delcev
Je razmerje med številom {\displaystyle \alpha } delcev, ki se sipajo za kot {\displaystyle \theta } ali več (imenovalec) in pa med številom vpadnih {\displaystyle \alpha } delcev (števec):
{\displaystyle f=\pi nt\left({\frac {Ze^{2}}{4\pi \epsilon _{0}KE}}\right)^{2}\left(\operatorname {ctg} {\frac {\theta }{2}}\right)^{2}\!\,,}
kjer je:
{\displaystyle f} – delež sipanih delcev.
{\displaystyle n} – število atomov na enoto prostornine.
{\displaystyle t} – debelina folije.
{\displaystyle Z} – vrstno število elementa, iz katerega je folija.